# Guðjón Samúelsson
Guðjón Samúelsson (Reykjavík, 16 aprile 1887 – Reykjavík, 25 aprile 1950) è stato un architetto islandese.
Tra le sue opere più importanti vanno ricordate l'edificio principale dell'Università d'Islanda, il teatro nazionale, la chiesa cattolica di Landakot (attuale cattedrale) a Reykjavík e quella di Akureyri.
Senza dubbio il suo progetto più noto resta la chiesa Hallgrímskirkja, commissionata nel 1937. Secondo molti studiosi di architettura, le forme di questo edificio si ispirano alla geologia islandese, in particolare alle colonne basaltiche di Svartifoss.

## Altre opere
- Teatro nazionale islandese.
- Piscina di Sundhöllin.
- Museo di storia di Kópasker.
- L'edificio all'angolo tra le vie Austurstræti e Pósthússtræti, a Reykjavík: costruito tra il 1916 e il 1917, fu la prima grande costruzione fatta in Islanda[1].
- Landspítalinn[1]
- Hótel Borg[1]